# Sílvia Munt
Sílvia Munt Quevedo (Barcelona, 24 de março de 1957) é uma atriz e diretora espanhola.
Desde o inicio de sua carreira, ganhou dois prêmios goya. O primeiro, em 1992 por sua interpretação protagonista no filme Alas de mariposa, dirigido por Juanma Bajo Ulloa. O segundo, em 2000, pelo curta-metragem Lalia, dirigido por ela.